# Minous monodactylus
Minous monodactylus är en fiskart som först beskrevs av Bloch och Schneider, 1801.  Minous monodactylus ingår i släktet Minous och familjen Synanceiidae. Inga underarter finns listade i Catalogue of Life.